# Khan Tengri
Khan Tengri je planina planinskog lanca Tanšan. Nalazi se na tromeđi Kina — Kirgistan — Kazahstan, istočno od jezera Issyk Kul. Njegova geološka nadmorska visina je 6,995 m, ali njegov ledeni pokrivač penje se do 7,010 m. Zbog toga se u planinarskim krugovima, uključujući kriterije za dodjelu sovjetskog Snježnog leoparda, smatra vrhom od 7000 metara.
Khan Tengri je druga najviša planina u Tanšanu, a nadmašuje je samo Jengish Chokusu (što znači "vrh pobjede", prije poznat kao vrh Pobjede) (7439 m). Khan Tengri je najviša točka u Kazahstanu i treći najviši vrh u Kirgistanu, nakon Jengish Chokusu (7439 m) i vrha Avicenna  (7.134 m). To je ujedno i najsjeverniji vrh od 7000 metara na svijetu, poznat po tome što vrhovi visoke geografske širine imaju kraću sezonu penjanja, općenito lošije vrijeme i rijeđi zrak.

## Imena
Ime "Khan Tengri" doslovno znači "Kralj neba" na kazaškom ili "Kralj neba" na mongolskom i moguće se odnosi na božanstvo Tengri koje postoji u paganskom tengrizmu i srednjoazijskom budizmu. Na nekim drugim lokalnim jezicima poznat je kao Khan Tangiri Shyngy, Kan-Too Chokusu, Pik Khan-Tengry i Hantengri Feng .(mongolski: Хан Тэнгэр, kazaški: Хан Тәңірі, Han Táńiri, حان تأڭئرئ kirgiski Хан-Теңири Han-Teñiri, حان-تەڭىرى; ujgurski خانتەڭرى; kineski: 汗騰格里峰;, Xiao'erjing: هًهًا تٍْ قْ لِ فعْ) Lokalno stanovništvo nazvalo je planinu Khan-Tengri zbog jedinstvene ljepote snježnih divova.

## Značajke
Khan Tengri je masivna mramorna piramida prekrivena snijegom i ledom. Pri zalasku sunca mramor svijetli crveno, što mu daje naziv "krvava planina" na kazaškom i kirgiskom. Smješten odmah preko ledenjaka South Engilchek (ili Inylchek), 16 km sjeverno od Jengish Chokusua, izvorno se smatralo da je Khan Tengri najviši vrh u Tanšanu zbog njegovog dramatičnog, strmog oblika, u usporedbi s masivnim dijelom Jengish Chokusua. Ova percepcija je vjerojatno bila i zbog vidljivosti Khan Tengrija preko ravnica južnog Kazahstana, dok Jengish Chokusu ostaje izvan pogleda civilizacije. Khan Tengri je najviši vrh u surovom podlazu Tengri Tag, također poznatom kao Mustag, koji također sadrži vrh Chapaev (6,371 m) i vrh Gorki (6,050 m). Anatolij Boukreev smatrao je Khan Tengri možda najljepšim vrhom na svijetu zbog svojih geometrijskih grebena i simetrije.

## Povijest
Iako je skoro 430 m niži od svog susjeda, vjerovalo se da je Khan Tengri najviši vrh u lancu sve dok Jengish Chokusu nije ispitan 1943. i utvrđeno da je viši.
Peter Semenov bio je prvi Europljanin koji je vidio Tengri Tag i njegov vrh, kolosalni Khan Tengri (1857.).
Prvi uspon na vrh izveo je 1931. godine  ukrajinski tim pod vodstvom Mihaila Pogrebetskog kroz rutu s juga (kirgistanska strana), zatim uz zapadni greben. Tim M. Kuzmina napravio je prvi uspon sa sjevera (kazahstanska strana) 1964. godine. Khan Tengri jedan je od pet vrhova koje je sovjetski planinar trebao popeti da bi dobio prestižnu nagradu Snježni leopard.
Anatolij Boukreev ostvario je prvi solo brzinski uspon 1990.
Tim iz Kazahstana napravio je prvi zimski uspon na Khan Tengri 7. veljače 1992.; u timu su bili Valery Khrichtchatyi, Viktor Dedi, Yuri Moiseyev, Valdimir Suviga, Aleksandr Savin, Igor Putintsev i Malik Ismetov.
Austrijski planinar i vođa ekspedicije Toni Dürnberger preminuo je prilikom spuštanja nakon uspona na Khan Tengri 17. kolovoza 1992.
Godine 2004. više od desetak planinara poginulo je u velikoj lavini na Pogrebetskom putu, najpopularnijem putu na planini.
Vrh se pojavljuje na novčanici od 100 kirgiških soma.
- Bazni kamp JHužno Inylchek, na 4000 m na južnoj moreni ledenjaka, pogled na sjeverozapad prema Chapaev Peak i Khan Tengriju u daljini
- Vrh se pojavljuje na novčanici od 100 Kirgistanskih soma
- Khan Tengri i Jengish Chokusu viđeni s kineske provincijske ceste S313

## Vanjske poveznice
- Khan Tengri. SummitPost.org
- Khan Tengri. Peakware.com. Inačica izvorne stranice arhivirana 4. ožujka 2016.
- Khan Tengri route maps
- International Mountaineering Camp Kan Tengri